# SHINE ON ME
「SHINE ON ME」（シャインオンミー）は、稲垣潤一の楽曲。18枚目のシングルとして1990年3月25日にリリースされた。

## 収録曲
1. SHINE ON ME
作詞・作曲：桑村達人　編曲：桑村達人・坂本洋
2. YES, SHE CAN
作詞・秋元康　作曲：TSUKASA　編曲：坂本洋
3. SHINE ON ME（オリジナル・カラオケ）